# Leuckartiara jianyinensis
Leuckartiara jianyinensis är en nässeldjursart som beskrevs av Xu och Huang 2004. Leuckartiara jianyinensis ingår i släktet Leuckartiara och familjen Pandeidae. Inga underarter finns listade i Catalogue of Life.